# Wilhelm Arwe
Karl Wilhelm Konrad Arwe (ur. 28 stycznia 1898 w Ölserud w gminie Säffle, zm. 8 kwietnia 1980 w Sztokholmie) – szwedzki hokeista, reprezentant kraju. Wystartował na igrzyskach 1920 w Antwerpii i pierwszych zimowych igrzyskach olimpijskich w Chamonix. Na obu reprezentacja Szwecji zajęła czwarte miejsce. Grał w klubach Djurgårdens IF i IK Göta. Miał przydomek "Wille". Między 1920 a 1924 zagrał w 16 meczach reprezentacji, w których strzelił 5 goli (w tym odpowiednio 12 i 3 na igrzyskach i mistrzostwach Europy). W 1921 został mistrzem Europy, a w 1926 mistrzem kraju.